# Receita (economia)
Receita é a entrada monetária que ocorre em uma entidade (contabilidade) ou patrimônio (economia), em geral sob a forma de dinheiro ou de créditos representativos de direitos.

## Nas empresas
Nas empresas privadas, a receita corresponde normalmente ao produto de venda de bens ou serviços, chamado no Brasil de faturamento. Classificam-se em operacionais e não operacionais. 
Receitas operacionais são as provenientes do objeto de exploração da empresa ou de sua atividade principal e classificam-se em:
- Receita da atividade técnica ou principal, que diz respeito à atividade principal da empresa, como venda de produtos, mercadorias ou serviços.
- Receita acessória ou complementar, que normalmente decorre da receita da atividade principal e representa rendimentos complementares. No Brasil, denomina-se contabilmente esse grupo de  "outras receitas operacionais", as quais se constituem basicamente de  rendimentos de aplicações financeiras. [3]

Receitas não operacionais são ingressos provenientes de transações (atípicas ou extraordinárias) não incluídas nas atividades principais ou acessórias da empresa. Exemplo:  a venda de bens do ativo permanente. 
Receitas a receber são aquelas ganhas (porque o fato gerador ocorreu) dentro do período contábil, mas ainda não recebidas.
Receitas diferidas representam recebimentos adiantados que vão gerar um passivo - uma obrigação de prestação de serviço futura ou de entrega posterior de bens.
Nas empresas, as receitas do exercício (ver princípios contábeis) são aquelas obtidas (geradas, realizadas) nesse período, não importando que tenham sido recebidas ou não. 

### Definição técnico-jurídica
Dentro do âmbito jurídico a receita pode ser definida como:
"O espaço jurídico originado em cada entrada financeira remuneratória, lato sensu, da atividade empresarial, de mensuração imediata, onde se encontram caracterizadas a titularidade, disponibilidade e definitividade, sendo esta entrada originária de atos jurídico-contratuais, cujo objeto seja a comercialização de produtos e/ou prestação de serviços ou remuneração pela cessão, definitiva ou temporária, de direito de uso de bens (tangíveis ou intangíveis); esse espaço jurídico é, criado para servir de suporte para aplicação da respectiva carga tributária"

## No setor público
Na administração pública brasileira, as receitas se dividem em 
- receitas correntes
- receitas de capital
- receitas orçamentárias
- receitas extraorçamentárias

Receitas correntes são aquelas que apenas aumentam o patrimônio não duradouro do Estado, isto é, que se esgotam dentro do período anual. São os casos, por exemplo, das receitas dos impostos que, por se extinguirem no decurso da execução orçamentária, têm, por isso, de ser elaboradas todos os anos. Compreendem as receitas tributárias, receitas patrimoniais, industriais e outras de natureza semelhante, bem como as provenientes de transferências correntes.
Receitas de Capital são as que alteram o patrimônio duradouro do Estado, tais como aquelas provenientes de um empréstimo a longo prazo contraído pelo Estado. Compreendem  a constituição de dívidas, a conversão em espécie de bens e direitos, reservas  e  transferência de capital.
Receitas orçamentárias são aquelas incluídas na lei (anual) orçamentária do exercício. As receitas orçamentárias só são consideradas realizadas quando arrecadadas (regime de caixa),  diferenciando-se nesse ponto das receitas realizadas das empresas privadas. 
Receita extra orçamentárias  são valores provenientes de toda e qualquer arrecadação que não figure no orçamento e, consequentemente, toda arrecadação que não constitui renda do Estado. 

## Em microeconomia
A receita de uma empresa ({\displaystyle R}) é igual ao produto entre a quantidade produzida ({\displaystyle q}) e o seu preço de venda ({\displaystyle p}) ou igual ao produto entre a quantidade de produtos (um ou varios tipos de produtos, que uma empresa pode comercializar) vendida ({\displaystyle q}) e o seu preço de venda ({\displaystyle p}) - lembre-se de não confundir os conceitos de preço de venda ({\displaystyle p}) e custo (w).
{\displaystyle R=q*p};
{\displaystyle se\ t=n\ {\text{tipos de produtos diferentes,}}}
{\displaystyle R=\sum _{t=1}^{n}R(t)\ ,logo\ \sum _{t=1}^{n}R(t)=R(1)+...+R(n),} portanto, receita pode ser receita parcial quando soma-se um conjunto de produtos fabricado e vendido ou comprado e revendido, sendo que esta empresa, tem um universo de produtos, que engloba o conjunto já mencionado e soma-se a esta, outros conjuntos de produtos fabricados e vendidos ou comprados e revendidos pela mesma empresa. Quando somamos as receitas do universo de produtos que uma empresa comercializa (produtos fabricados e vendidos ou comprados e revendidos), esta receita é chamada de Receita Total.